# Etatizmus
Az etatizmus államközpontúságot jelent, amikor az állam központilag kívánja irányítani például a teljes gazdaságot. Ez többek között azzal jár, hogy minden vállalat állami kézbe kerül, illetve a gazdaságot központilag készített tervek alapján igazgatják. A szó a francia état, állam szóból származik. Az etatizmus jellemezte többek között a Szovjetunió gazdaságpolitikáját, illetve Törökország politikáját az egypártrendszer idején.